# PowerBook Duo 2300c
Il PowerBook Duo 2300c è un computer portatile prodotto da Apple Computer nel 1995 e dismesso nel 1997.